# Expédition de Mahdia (1123)
Ne doit pas être confondu avec Campagne de Mahdia.
 (juillet 2025).
Si vous disposez d'ouvrages ou d'articles de référence ou si vous connaissez des sites web de qualité traitant du thème abordé ici, merci de compléter l'article en donnant les références utiles à sa vérifiabilité et en les liant à la section « Notes et références ».
L'expédition de Mahdia est une tentative de la prise de la ville nord-africaine de Mahdia en juillet 1123 par les Normands de Sicile. Elle oppose les Normands de Roger II face aux Zirides sous le règne d'Abu'l-Hasan ibn Ali.

## Contexte historique
En 1087, une première prise de la ville avait eu lieu par des forces chrétiennes des républiques maritimes de Gênes et Pise.
En 1122 à la suite du raid de Nicotera par les Almoravides, Roger II accuse Abu'l-Hasan d'avoir été complice des Almoravides et en 1123, il envoie une flotte de 300 navires (transportant 30,000 hommes et 1000 chevaux) commandée par l'amiral Christodulus et son assistant Georges d'Antioche afin d'attaquer Mahdia,.

## Déroulement
Les forces siciliennes font leur départ du port de Marsala, une tempête les disperse et beaucoup firent naufrage. Ce qui reste de cette force attaqua Pantelleria, l'île est pillée et ses habitants sont soit massacrés ou réduits en esclavage. De là, la flotte se dirige vers l'Ifriqiya.

### Prise du fort d'El Dimas
Le château-fort d'El-Dimas est mis sous un siège, les forces siciliennes parviennent à corrompre la garnison bédouine et gagnent le contrôle du fort. Cependant, une attaque Zirid met les armées de Roger II en déroute, leur inflige de lourdes pertes. Les forces siciliennes sont obligées de rembarquer sur leurs navires, après avoir tué une quantité de leurs propres chevaux, ils n'ont pu en sauver qu'un seul et laissèrent 400 autres au pouvoir des musulmans. Ces derniers s'emparèrent de toutes leurs dépouilles et massacrèrent ceux qui ne purent s'embarquer. Pendent 8 jours les Siciliens croisèrent sans pouvoir débarquer de nouveau, ils désespèrent de délivrer ceux des leurs qui étaient restés à El-Dimas et se retirèrent poursuivis par les cris et les acclamations des musulmans. Selon Amin Tawfiq al-Tibi, les tribus arabes jouent un rôle important dans la victoire des Zirides.
Ceux-ci, qui étaient excessivement nombreux, assiégèrent El-Dimas, les Siciliens assiégés, manquant d'eau et épuisés des combats ininterrompus de jour et de nuit ouvrirent alors la porte pour tenter une sortie. Il n'y eut pas un qui s'échappa au massacre, le mercredi 9 août 1123.

## Conséquences
Cette campagne désastreuse n'était pas la dernière des interventions siciliennes en Afrique du Nord. En 1127, Roger II lance une attaque sur la cote nord-africaine, en contrepartie les pirates musulmans pillent Syracuse et Patti peu de temps après,.